# 25. januar
25. januar er dag 25 i året, i den gregorianske kalender. Der er 340 dage tilbage af året (341 i skudår).
- Pauli omvendelsesdag. Paulus var en jødisk farisæer, der blev blind, da Jesus åbenbarede sig for ham, men han fik synet igen, da han blev Jesu tilhænger.

- I Norden kaldtes dagen for Pouls-messe, og den blev anset for at være en af de bedste dage til at tage varsler om sommervejret. Det var en dag, hvor man absolut ikke skulle gå i gang med større arbejder.

### Begivenheder
Født - Dødsfald
- 1077 - Kejser Henrik 4. af Det tysk-romerske rige opsøger pave Gregor 7. på dennes borg i Canossa i Appenninerne, hvor paven overvintrer. Tre dage i træk går han forgæves, før han bliver lukket ind. Iført bodstøj beder han paven om forladelse for overgreb mod kirken.
- 1320 - I Viborg underskriver Christoffer 2. en håndfæstning, hvilket var sat som en betingelse for hans endelige udvælgelse til konge.
- 1533 - I al hemmelighed vier biskoppen af Lichfield Henrik 8. af England til Anne Boleyn, hans anden af seks hustruer. Anne Boleyn bliver senere henrettet for utroskab.
- 1831 - Under Novemberopstanden erklærer den polske rigsdag, Sejm, Polen for et selvstændigt land, hvilet leder til egentlig krig mod Det Russiske Kejserrige, som Polen er en del af. I oktober samme år bliver den polske hær slået.
- 1858 - Felix Mendelssohns Bryllupsmarch bliver spillet ved det royale bryllup mellem dronning Victorias datter Victoria og kronprinsen af Preussen, Friedrich Wilhelm og bliver et populært stykke musik ved bryllupper.
- 1915 - Den første transkontinentale teleforbindelse bliver taget i brug mellem New York og San Francisco i USA.
- 1917 - USA køber De dansk-vestindiske Øer for 25 millioner dollars.
- 1918 - Palads Teatret i København åbner.
- 1918 - Østrig–Ungarn og Tyskland afslår et fredsforslag fra USA.
- 1924 - Det første vinter-OL holdes i de De Franske Alper i Chamonix.
- 1941 - De første danske frivillige i allieret tjeneste under 2. verdenskrig bliver taget i ed i England. Det er to officerer og 13 menige, der denne dag som de første træder i aktiv krigstjeneste mod Tyskland.
- 1941 - Tre danske officerer idømmes henholdsvis 8-års, 14-års og livsvarigt fængsel for spionage mod Tyskland.
- 1944 - Slaget om Monte Cassino i Italien begynder.
- 1949 - Det første parlamentsvalg afholdes i Israel og ender med sejr til David Ben-Gurion, der bliver premierminister.
- 1971 - Mens Ugandas præsident Milton Obote er i udlandet, tager generalmajor Idi Amin magten ved et militærkup.
- 1974 - Poul Schlüter bliver valgt som formand for Det Konservative Folkeparti.
- 1977 - Dansk Typografforbund bliver idømt bod for at have støttet sommerens strejke blandt plattedamerne på Den Kongelige Porcelænsfabrik.
- 1981 - I Kina bliver Mao Tse-tungs enke, Jiang Qing, dødsdømt for blandt andet, at have planlagt et væbnet oprør og været skyld i tusinder af døde. Maos enke er én af De Fires Bande og bliver også dømt for at have været skyld i voldsomme uroligheder under Kulturrevolutionen 1966-76, som kostede over 35.000 livet. Dødsdommen er betinget og giver hende to års mulighed for at vise bod og få dommen ændret til fængsel.
- 1993 - Poul Nyrup Rasmussen danner regering efter Poul Schlüters regerings afgang.
- 2011 - Den egyptiske revolution indledes.

### Født
- 1540 - Edmund Campion, den første jesuitiske martyr (død 1581).
- 1627 - Robert Boyle, irsk fysiker og kemiker (død 1691).
- 1759 - Robert Burns, Skotlands nationaldigter (død 1796).
- 1842 - Vilhelm Thomsen, dansk sprogforsker (død 1927).
- 1874 - William Somerset Maugham, engelsk forfatter (død 1965).
- 1882 - Virginia Woolf, engelsk forfatter (død 1941).
- 1886 - Wilhelm Furtwängler, tysk dirigent (død 1954).
- 1888 - Albert Luther, dansk skuespiller (død 1962).
- 1911 - Kurt Maetzig, østtysk filminstruktør (død 2012).
- 1913 - Witold Lutosławski, polsk komponist (død 1994).
- 1913 - Huang Hua, kinesisk udenrigsminister (død 2010).
- 1927 - Antonio Carlos Jobim, brasiliansk musiker (død 1994).
- 1928 - Eduard Sjevardnadse, sovjetisk og senere georgisk politiker (død 2014).
- 1933 - Corazón Aquino, filippinsk præsident (død 2009).
- 1935 - Stikkan Anderson, svensk tekstforfatter, musikforlægger og forretningsmand (død 1997).
- 1942 - Eusébio, portugisisk fodboldspiller (død 2014).
- 1945 - Niels Harrit, dansk jazzmusiker.
- 1946 - Lone de Neergaard, dansk overlæge i Sundhedsstyrelsen (død 2018).
- 1955 - Knud Odde, dansk billedkunstner, komponist og tekstforfatter.
- 1958 - Jan Petersen, dansk folketingsmedlem.
- 1959 - Michael Schäfer, dansk fodboldspiller.
- 1963 - Martin Brygmann, dansk skuespiller, komponist og producer.
- 1975 - Tim Montgomery, amerikansk atlet.
- 1980 - Martin Henriksen, dansk folketingsmedlem.
- 1981 - Alicia Keys, amerikansk sangerinde
- 1984 - Robinho, brasiliansk fodboldspiller.

### Dødsfald
- 1559 - Christian 2., dansk konge (født 1481).
- 1586 - Lucas Cranach den yngre, tysk maler (født 1515).
- 1819 - Christian Bastholm, dansk præst og teolog (født 1740).
- 1929 - Mathias Bidstrup, dansk arkitekt (født 1852).
- 1947 - Al Capone, amerikansk gangster (født 1899).
- 1970 - Eiji Tsuburaya, japansk filminstruktør (født 1901).
- 1984 - Egon Nielsen, dansk forfatter (født 1916).
- 1990 - Ava Gardner, amerikansk filmskuespillerinde (født 1922).
- 1994 - Stephen Cole Kleene, amerikansk matematiker (født 1909).
- 2017 - Mary Tyler Moore, amerikansk skuespiller (født 1936).
- 2017 - John Hurt, engelsk skuespiller (født 1940).

|  | Denne datoartikel kan blive bedre, hvis der indsættes et (bedre) billede Du kan hjælpe ved at afsøge Wikimedia Commons for et passende billede eller uploade et godt billede til Wikimedia Commons iht. de tilladte licenser og indsætte det i artiklen. |